# Neoromanika
Neoromanika je stil u arhitekturi 19. i 20. stoljeća.

## Neoromanika u Hrvatskoj
Među stilovima i međustilovima 19. stoljeća koji su svoju inspiraciju pronašli u povijesti arhitekture, na našem su području neke od najznačajnijih gradnji ostvarene u neoromaničkom stilu. On podrazumijeva različite inspiracije, od formalno-stilskih ostvarenja srednjovjekovne arhitekture, ali i bizantskih, istočnjačkih te maurskih elemenata arhitekture i arhitektonske dekoracije.
Neoromanika je u 19. stoljeću često poistovjećivana s bizantskom arhitekturom i njeno je tadašnje shvaćanje bilo vezano uz tadašnju percepciju romanike i srednjovjekovlja što s današnjeg pogleda na srednji vijek rezultira definiranjem tih građevina kao romatičarskim i stilski eklektičnima.  To se vrlo dobro vidi u arhitekturi pravoslavnih bogomolja i sinagoga, sakralnih građevina koje su naglašavale istočnjački identitet i nejasnu granicu između neobizanta i neoromanike.
Najznačajniji utjecaj na našu neoromaniku došao je s područja Austrije i tadašnjeg konteksta Rundbogenstila  čija je odlika korištenje oblog luka kao temeljnog elementa na pročeljima bila izrazito bliska romanici, premda nije isključivo bila vezana uz ovaj arhitektonski stil. Kontekst Austrije za naš materijal važan je i zbog samih arhitekata. Tako bečki arhitekt Karl Rösner gradi đakovačku katedralu, naš najveći i najzanimljiviji primjer neoromanike. 

## Đakovačka katedrala
Đakovačka katedrala sv. Petra (gradnja započeta 1866. godine) smatra se najvažnijim ostvarenjem neoromanike, i arhitekture 19. stoljeća općenito, na području današnje Hrvatske. Naručitelj, biskup Josip Juraj Strossmayer, romaniku je odabrao kao stil koji najbolje spaja Istok i Zapad, prije svega u crkvenom smislu, te je kao takav trebao najbolje izraziti ideju pomirenja Crkava i naroda. I dok izvedbene nacrte radi arhitekt Karl Rösner koji je slijedio uzore talijanske, ponajviše lombardske romanike, zatim katedrale u Speyeru (posebno važne i zbog Hübscheve intervencije na zapadnom pročelju) te uzore iz suvremene arhitekture, katedralu završava Friedrich von Schmidt 1882. godine. Postoji više razloga za takav izbor uzora. Arhitekti Monarhije su bili dobro upoznati s graditeljstvom romanike iz koje su crpili elementi poput piramidalnog završetka tornjeva (Friedrich von Schmidt), oblika rozete na pročelju te, što je i najvažnije, opeku kao građevinski materijal.:54-55 S druge je strane njemačka romanika s katedralom u Speyeru bila najvažniji uzor za rješenja kod gradnje visokog transepta i svetišta, jednako kao i pročelja te kripte.:57 Naposljetku, potrebno je istaknuti i uzor iz tadašnje suvremene arhitekture koji dijeli stilske odlike Rundbogenstila. Vidljivo je kako arhitekti đakovačke katedrale koriste uzore iz različitih prostornih, ali i vremenski odrednica, kako bi što bolje reproducirali elemente romaničke arhitekture, uz referiranje na suvremenu sakralnu arhitekturu koja je uzor tražila u istom stilu.

## Neoromanika u sakralnoj arhitekturi

### Katolička sakralna arhitektura
Crkva Gospe od Mora u Puli dovršena je 1890. godine kao projekt Friedricha von Schmidta i Natalea Tommasia, dok je u jednoj fazi projektiranja sudjelovao Victor Luntz. Ova crkva velikih dimenzija sagrađena je u spomena na izgubljene mornare i brodove, a njenu je izgradnju dijelom financirao i sam car Franjo Josip I. Ona je ostvarenje tipične romaničke trobrodne gradnje s transeptom, polukružnom apsidom i motivom visećih lukova, a u projektiranju su uzeti i neki elementi poznati sa sjevernojadranskih prostora kao kapiteli koji uzor imaju u kapitelima Eufrazijeve bazilike u Poreču te mozaički ukras koji se ugledao na mozaike u crkvi sv. Marka u Veneciji.:568 Također vidljivi su elementi poput rasteretnih otvora na dijafragmatskim lukovima u glavnome brodu te trakasto tretiranje pročelja u dvije boje, karakteristični za srednjovjekovnu arhitekturu središnje i sjeverne Italije. Uz đakovačku katedralu, pulska mornarička crkva i u tipološkom i dekorativnom smislu najvjernije reproducira srednjovjekovnu arhitekturu.
Zvonik zadarske katedrale primjer je neoromanike u Hrvatskoj zbog završetka koji radi engleski arhitekt T. G. Jacksona. Jackson je između 1890. i 1894. godine predložio nekoliko projekata za završetak zvonika koji je bio sagrađen samo do druge etaže. Kako su ti projekti bili inspirirani engleskom romanikom, Centralna je komisija uvjetovala stvaranje novog projekta u duhu dalmatinske romanike koji je naposljetku bio i izveden.:568 Poštovan je romanički princip postupnog povećavanja otvora, dok je uzor za zvonik Jackson pronašao u katedralnom zvoniku na Rabu.
Crkva Navještenja Marijina u Opatiji iz 1913. djelo je arhitekta Carla Seidla. Dominantni motivi su romanički, a kasni se datum izgradnje vidi u geometrizaciji pojedinih elemenata – prije svega rozete glavnog pročelja.
Crkva Očišćenja Blažene Djevice Marije u Smokvici na Korčuli iz 1902. godine arhitekta Ć. M. Ivekovića uz romaničke elemente kombinira i one iz gotičke te renesansne arhitekture.  
Crkva Gospe od Ružarija u Drnišu, vjerojatno rad I. Kuzela iz 1879. godine bazilikalni je tip crkve ukrašen kamenim vijencima visećih lukova koji su uz lezene najvažniji ukras vanjskog plašta crkve.:575
Kapela Uznesenja presvetog Križa u Osijeku primjer je manje grobne kapele na čijim vanjskim plaštevima vidimo ugledanje na romaničke elemente, prije svega u ponavljanju motiva visećih lukova ispod krovnih vijenaca.
Župnu crkvu u Velikoj Gorici u zadnjem desetljeću 19. stoljeća restaurira Herman Bollé koja unutar njegova vrlo eklektičnog  neoromaničkog opusa iskače dosljednošću dekoracije na vanjskom plaštu crkve.
Crkva sv. Ćirila i Metoda u Karlovcu, građena 1905. – 1910., prema nacrtu Hektora Eckhela.

### Pravoslavna sakralna arhitektura
Osim đakovačke katedrale, nekoliko je primjera sakralne arhitekture u duhu neoromanike na našim prostorima. 
Pravoslavna crkva Preobraženja Gospodnjeg na zagrebačkom Preradovićevu trgu (plan iz 1863., sagrađena 1866. god.) u literaturi je definirana kao standardna neoromanika ranog historicizma. Crkva je projekt arhitekta Franje Kleina. U tipološkom smislu Kleinova je crkva jednobrodna s blago istaknutim transeptom te istaknutom polukružnom apsidom s romaničkim motivom slijepe galerije. Vijenci i kapiteli koji dijelom potječu iz Bolléove obnove također govore u prilogu tom stilu. Element koji možemo smatrati „pravoslavnim“ jest danas izmijenjeni toranj s lukovicom u osi glavnog ulaza.  On je preuzet kao citat s jednog od najznačajnijih ostvarenja neoromanike (ili neobizanta) u Beču, Hansenove neujedinjenje grčke crkve iz 1858. godine.

### Sinagogalna arhitektura
Proces afirmacije židovskih zajednica čije je značenje za javni život naših gradova u 19. stoljeću bilo zamjetno, pridonio je i gradnji velikog broja sinagoga. Za razliku od pravoslavne, i pogotovo kršćanske historicističke arhitekture, židovsku predstavlja oblikovanje s dekorativnim jezikom inspiriranim istočnjačkim i maurskim oblicima. U kontekstu sinagogalne arhitekture na našim primjerima često se govori i o mudéjar (židovskom) stilu.
Sinagoga u Zagrebu Franje Kleina (1866-7.) iako danas nepostojeća, predstavlja najznačajniju sinagogalnu gradnju našeg historicizma. Uzor zagrebačkoj sinagogi Klein je pronašao u Försterovu židovskom hramu u bečkom Tempelgasseu sagrađene 50-ih godina 19. stoljeća.  Način na koji je riješeno pročelje jest tripartitan s uzdignutim središnjim dijelom te je njeno stilsko određenje neobizantsko.:173,179   
Kako su tada u Hrvatskoj nicale brojne sinagoge, njih stilski nije moguće svrstati u istu grupu, a vrlo velik broj njih ima eklektični karakter zbog spajanja elemenata različitih stilova. Tako je primjerice jedna druga sinagoga Franje Kleina, ona sisačka, primjer romantičnog historicizma s neoromaničkim detaljima, a postoje i dva su primjera izraženije neoromanike: sinagoge u Slavonskom Brodu i Osijeku (Donji grad):177    te sinagoga u Vukovaru Ludwiga Schönea iz 1889. godine.

## Neoromanika u javnoj arhitekturi
Zgrada kraljevske zemaljske bolnice Ludwiga von Zettla (građena od 1856. do 1858. godine) smatra se najvažnijim ostvarenjem neoromanike u javnoj arhitekturi. Zgradom velikih dimenzija, koja svojom linijom zatvara sjevernu stranu trga, dominiraju tri dvoslivno zaključena rizalita. Na tri etaže nižu se polukružni prozori, dok je ispod vijenca građevine koji je umjereno razveden rizalitima teče motiv romaničkih visećih lukova. 
Zgrada Državnog šumarskog erara Alexandra von Aignera (nekadašnji Akademički trg, 1898. godina) odlikuje se romantičkim eklekticizmom unutar čijeg je dekorativnog repertoara svoje mjesto pronašla i romanika.
Gornjogradsko kazalište i kasino u Osijeku Klausner započinje graditi godine 1865. Na pročelju te zgrade su, osim neogotičkih dekorativnih elemenata, prisutni i dominantni elementi suvremene Rundbogenstil arhitekture poput pravokutnih, lučno zaključenih prozora te romaničkih visećih lukova koji prate liniju vijenca središnjeg dijela pročelja.
U pročelja koja su trebala biti rađena prema utjecajima istog stila ubraja se i nacrt za pročelje episkopalnog kompleksa u Plaškom, za naš historicizam važnog arhitekta Janka Nikole Grahora. Već iz sumarne analize dekoracije pročelja ovih djela, vidljivo je kako one djelomično imaju elemente koje svoje podrijetlo vuku iz romaničke arhitekture. Ipak, njih je točnije stilski definirati kao u potpunosti romantičarske, ostvarenja čiji su arhitekti upravo težili spajanju različitih stilova.
Vjerna romanici, iako vremenski iskače iz okvira 19. stoljeća, Bolléov je djelomično ostvareni projekt za arkade i kapelu vojničkog groblja u Karlovcu 1916. godina) kojoj je u literaturi dan status najpotpunijeg djela tog arhitekta u neoromaničkom stilu.

## Neoromanika u stambenoj i privatnoj arhitekturi
Privatna je arhitektura, kako ona stambena, tako i ona ladanjska ovisila o željama naručitelja.
Vila Pongratz (građena između 1870. i 1880. god.) predstavlja najmonumentalniji ljetnikovac druge polovice 19. stoljeća izgrađen u neoromaničkom stilu s pročeljem koje tematizira princip sakralnih dvotoranjskih pročelja.  Osim problema autorstva jer ju neki smatraju projektom Franje Kleina (O. Maruševski), dok je drugi za sada ne pripisuju niti jednom autoru, i problem njezina stilskog određenja podložan je različitim interpretacijama. Literatura ju definira ili kao tipično romantičarskom (po inspiraciji toskanskom), dok ju drugi opisuju kao romaničku.
Kurija na Kaptolu 21 Hermana Bolléa (1885.) predstavlja djelo kod kojeg je stilska dvojnost ove grupe građevina vidljiva u prožimanju gotike i romanike na pročelju.